# Tillandsia brachycaulos
Tillandsia brachycaulos es una especie de planta epífita del género  Tillandsia,de la  familia de las bromeliáceas.

## Descripción
Es una planta acaulescente, que alcanza un tamaño de 9–14 cm de alto. Hojas de 6–26 cm de largo; vainas 1–2 cm de ancho, pálidas a cafés o café-rojizas, ocasionalmente matizadas de púrpura, indumento pálido- a ferrugíneo-lepidoto; láminas triangulares, (0.5–) 0.8–1.1 cm de ancho, con indumento cinéreo-lepidoto denso, adpreso a subadpreso o a veces patente. Escapo 1–4 (–6) cm de largo, brácteas foliáceas densamente imbricadas; inflorescencia compuesta de apariencia simple, capitada a subcapitada, erecta, brácteas primarias foliáceas, hasta 12 cm de largo o más, mucho más largas que las espigas y encerrándolas; espigas hasta 2 cm de largo, con (1–) 2 (–4) flores, erectas, brácteas florales 1.1–1.7 cm de largo, casi tan largas como los sépalos, ecarinadas, lisas a débilmente nervadas, glabras a con escaso indumento lepidoto esparcido, membranáceas, flores sésiles; sépalos 1.1–1.7 cm de largo, los 2 posteriores carinados y libres a connados más de la 1/2 de su longitud, libres del sépalo anterior; pétalos purpúreos. Los frutos son cápsulas 2–4 cm de largo.

## Distribución
Es una especie común que se encuentra en los en bosques secos, de la zona pacífica; a una altitud de 0–400 metros; fl dic, fr ago–ene; desde México a Panamá.

## Cultivares
- Tillandsia 'Ask Harry'[6]
- Tillandsia 'Betty'[6]
- Tillandsia 'Calum'[6]
- Tillandsia 'Eric Knobloch'[6]
- Tillandsia 'Heather's Blush'[6]
- Tillandsia 'Imbil'[6]
- Tillandsia 'Laurie'[6]
- Tillandsia 'Maria Teresa L.'[6]
- Tillandsia 'Nashville'[6]
- Tillandsia 'Neerdie'[6]
- Tillandsia 'Richard Oeser'[6]
- Tillandsia 'Rongo'[6]
- Tillandsia 'Roy'[6]
- Tillandsia 'Victoria'[6]
- Tillandsia 'Widgee'[6]
- Tillandsia 'Wolvi'[6]
- Tillandsia 'Yabba'[6]

## Taxonomía
Tillandsia brachycaulos fue descrita por Diederich Franz Leonhard von Schlechtendal y publicado en Linnaea 18: 422. 1844[1845].
Etimología
Tillandsia: nombre genérico que fue nombrado por Carlos Linneo en 1738 en honor al médico y botánico finlandés Dr. Elias Tillandz (originalmente Tillander) (1640-1693).
brachycaulos: epíteto latíno que significa "con tallos cortos"
Sinonimia
- Tillandsia brachycaulos var. brachycaulos
- Tillandsia bradeana Mez & Tonduz
- Tillandsia cryptantha Baker
- Tillandsia flammea Mez[9][10]